# المجلس العربي للعلوم الاجتماعية

## عن المجلس
انبثق المجلس العربي للعلوم الاجتماعية من عملية بحث ومشاورات وتخطيط شاملة تمت بإشراف لجنة توجيهية مؤلفة من مجموعة من الباحثين العرب البارزين. وقامت اللجنة التوجيهية على امتداد عامين (2006-2008) بدراسة الحاجة لتأسيس المجلس العربي للعلوم الاجتماعية وحددت أهدافه ووظائفه وميثاقه. وتمت المرحلة التحضيرية للمشروع بدعم سخي من مركز أبحاث التنمية الدولية الكندي ومن المكتب الإقليمي لمؤسسة فورد في بيروت.، وتنظم علاقة المجلس بدولة المقر اتفاقية خاصة لهذا الغرض تحدد شخصيته ووضعه القانوني مع وزارة الخارجية المصرية (هيئة دبلوماسية).

## رؤية المجلس
يتطلع المجلس أن يكون منظمة رائدة في مجال حقوق الطفل في الوطن العربي، ومرجعية للمؤسسات والأفراد والأسر لإعداد طفل عربي قادر على المشاركة في تنمية مجتمعه والتعامل مع المتغيرات العالمية المتسارعة.

## رسالة المجلس
تتمثل رسالة المجلس العربي للعلوم الاجتماعية، حسب ما صادقت عليها الجمعية العمومية في اجتماعها الذي عقد في القاهرة في 18-19 كانون الأول/ديسمبر 2008، بالتالي:
المجلس العربي للعلوم الاجتماعية مؤسسة إقليمية مستقلة لا تبغي الربح تهدف إلى تدعيم البحث وإنتاج المعرفة في مجال العلوم الاجتماعية في المنطقة العربيّة. ومن خلال دعم الباحثين ومؤسسات البحث العلمي والأكاديمي، يساهم المجلس في إنتاج الأبحاث حول العلوم الاجتماعية ونشرها وتأكيد صدقيتها واستخدامها، وإثراء السجال العام بالتحديات التي تواجه المجتمعات العربية. كما يسعى المجلس إلى تعزيز دور العلوم الاجتماعية في الحياة العامة وإفادة السياسات العامة في المنطقة.
وتتضمن أهداف المجلس على وجه الخصوص ما يلي:
- تحديد احتياجات العلماء الاجتماعيين ومجموعات العلوم الاجتماعية في البلدان العربية وتلبيتها.
- تعزيز قدرات الباحثين الأفراد والمؤسسات الأكاديمية والبحثية في مجال العلوم الاجتماعية.
- تشجيع إنتاج الأبحاث المستقلة الرفيعة المستوى.
- توفير منابر لتبادل الآراء والتواصل بين العلماء الاجتماعيين في المنطقة العربية.
- تعزيز دور العلوم الاجتماعية في النهوض بالمصلحة العامة.
- دعم مبادئ الفكر المستقل والتفكير النقدي وحماية الحريات الفكرية للباحثين والأكاديميين في المنطقة العربية والنهوض بها.
- دعم تكوين الشبكات الفعالة بين أوساط الباحثين والأكاديميين والمهنيين وصانعي السياسات إضافة إلى الجمهور والإعلام.
- دعم إصدار ونشر أبحاث العلوم الاجتماعية ذات الجودة العالية على نطاق واسع في المنطقة العربية.[2][3][4]

## الرؤية
سوف يسترشد المجلس العربي للعلوم الاجتماعية في تحقيقه لهذه الأهداف وتفعيلها بأربعة مبادئ أساسية، ألا وهي:

### النوعية
- يعمل المجلس العربي للعلوم الاجتماعية على تعزيز التميز في أبحاث العلوم الاجتماعية وذلك في الميادين المتخصصة والمشتركة بين التخصصات على حد سواء.
- يمثل بناء القدرات جزءًا لا يتجزأ من كافة جوانب نشاطات المجلس العربي للعلوم الاجتماعية.
- يستخدم المجلس العربي للعلوم الاجتماعية آليات متنوعة مثل مراجعة الأقران أو التحكيم وتشكيل لجان اختيار بغية ضمان نوعية الإصدارات، وتخصيص التمويل والموارد الأخرى المرتبطة بالبحث.
- تمثل نوعية التدريس والتدريب إحدى الشواغل المحورية للمجلس العربي للعلوم الاجتماعية.

### الشمولية
- يستخدم المجلس العربي للعلوم الاجتماعية تعريفًا واسعًا للعلوم الاجتماعية يشمل ما يلي:
- العلوم الاجتماعية الأساسية مثل علم الإنسان (الأنثروبولوجيا)، وعلم السكان (الديموغرافيا)، والاقتصاد، والتاريخ، والعلوم السياسية، وعلم النفس، وعلم الاجتماع.
- التخصصات ذات الصلة بالعلوم الاجتماعية مثل الفنون، والعمارة، والجغرافيا، والتاريخ، والقانون، والأدب، والفلسفة، والصحة العامة.
- المجالات المتعددة التخصصات مثل دراسات النوع الاجتماعي/الجندر، والدراسات الثقافية، والدراسات الحضرية.
- يعمل المجلس العربي للعلوم الاجتماعية على تعزيز الروابط بين الأكاديميين العرب في المنطقة وفي المهجر.
- يعمل المجلس العربي للعلوم الاجتماعية بصفة خاصة على استهداف وإشراك الجيل المقبل من الباحثين.
- يعمل المجلس العربي للعلوم الاجتماعية بشراكة مع هيئات أخرى معنية بالعلوم الاجتماعية عند قيامه بتنفيذ العديد من نشاطاته، مثل الجمعيات العلمية المعنية بتخصصات محددة، والجامعات، والمنظمات غير الحكومية، والمنظمات الحكومية.
- يعمل المجلس العربي للعلوم الاجتماعية على المستوى الإقليمي، وكذلك بين الأقاليم (في ما بين بلدان الجنوب) وعلى المستوى الدولي.
- يعمل المجلس العربي للعلوم الاجتماعية بلغات متعددة حيث تكون لغات العمل الرئيسية العربية والإنجليزية والفرنسية. كما تُستخدم لغات أخرى حسب متطلبات مشاريع محددة.

### المرونة
- المجلس العربي للعلوم الاجتماعية مؤسسة متعددة الهويات تتمع بسمات تنظيمية وبرامجية وتضم منظمات بحثية ومؤسسات أكاديمية ومعاهد تدريب ومؤسسات فكرية.
- يتضمن المجلس العربي للعلوم الاجتماعية أمانة عامة صغيرة وعددًا محدودًا من الموظفين. ويعتمد المجلس في عمله على التشبيك واللجان والشراكات، مما يمكنه من حشد مواهب وجهود عدد كبير من العلماء الاجتماعيين.
- يستجيب المجلس العربي للعلوم الاجتماعية للأعضاء والجمعية العمومية ويخضع للمساءلة أمامهم. كما يقوم مجلس الأمناء واللجنة الاستشارية والأمانة العامة بتشكيل لجان وشبكات بحثية ومجموعات عمل.
- من خلال تعدد طرائق عمله وعملياته الاستشارية، يستطيع المجلس العربي للعلوم الاجتماعية الاستجابة بسرعة للأفكار الجديدة، والاحتياجات المتغيرة، والأولويات البحثية.

### الاستقلالية
- المجلس العربي للعلوم الاجتماعية منظمة غير حكومية مستقلة – أي أنها متحررة من التدخل الحكومي ومن التمويل الذي يفرض قيودًا على حرية التعبير.
- يقوم المجلس العربي للعلوم الاجتماعية بتطوير آليات لدعم الباحثين الذين يواجهون مخاطر، وتعزيز الحريات الأكاديمية والحق بإجراء الأبحاث بحرية، إضافة إلى حرية الكتابة والنشر في العلوم الاجتماعية.
- يعمل المجلس العربي للعلوم الاجتماعية على تشجيع الفكر النقدي والنشر، ويوفر في الوقت ذاته قنوات للحوار البنّاء بين الباحثين وصانعي السياسات والمسؤولين الحكوميين.